# Alonso Clavel Morillas
Alonso Clavel Morillas   (Madrid, 1590 - Madrid, 1655) va ser un religiós i escriptor castellà, membre de l'orde de Sant Basili el Gran. Va arribar a ser vicari provincial i prior del convent de Sant Basili el Gran Madrid i autor d'una important obra per a la seva comunitat, que conté la seva regla monàstica i on intentà demostrar que els basilians eren el monaquisme primitiu.
Nascut a Madrid el 1590, fill dels també madrilenys Alonso Clavel i Juana de Morillas. Va prendre l'hàbit de l'orde de Sant Basili el Gran el 2 d'abril de 1604, abans de complir catorze anys, al monestir dels Sants Màrtirs de Valladolid. Va professar el 29 de maig de 1606. Considerat un membre de molta observança, bon teòleg i orador, va ostentar els càrrecs de mestre, definidor major i vicari provincial de l'orde. Va pertànyer al monestir de Sant Basili el Gran de Madrid entre 1620 i 1654, on va ser prior almenys el 1620 i el 1630. El 1648, el papa Innocenci X va crear-lo assistent general de l'orde a Espanya. També va ser confessor del marquès de Leganés, Diego Mesía de Guzmán. Va morir el 1655, als 65 anys.
Va ser autor d'un important llibre per a l'orde de Sant Basili, titulat Antigüedad de la Religion, y Regla de San Basilio Magno, impresa a Madrid el 1645. L'obra conté la regla de l'orde i altres moltes altres clàusules que van ser adoptades a gairebé a totes les comunitats religioses. D'aquesta manera Clavel va intentar demostrar que l'orde era l'origen del monaquisme i la font de la resta d'ordes i regles de comunitats religioses.